# Sökkvabäck

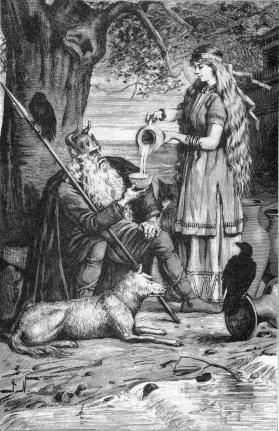
Oden och Saga vid Sökkvabäck. Bild av Jenny Nyström, 1893.

Sökkvabäck (Sökkvabekkr, ”den sjunkna bäcken”) är i nordisk mytologi asynjan Sagas boning, där hon bjuder Oden att dricka ur skålar av guld.

## Källskrifterna
Sökkvabäck omtalas endast på två ställen i de båda Eddorna: I Grímnismál, sjunde strofen, sägs Sökkvabäck vara den fjärde gudaboningen i himlen där Oden och Saga vistas. I Snorres Edda, Gylfaginning 35, sägs Sökkvabäck vara gudinnan Sagas hem.
Grímnismál 7
| Den fjärde är Sökkvabäck – svala vågor brusa stilla kring stället där Odin och Saga alla dagar glada ur gullskålar dricka. | Sökkvabekkr heitir inn fjórði, en þar svalar knegu unnir yfir glymja; þar þau Óðinn ok Sága drekka um alla daga glöð ór gullnum kerum. |  |

Gylfaginning 35
| Den andra är Saga. Hon bor på Söckvabäck, det är ett stort ställe. | Ǫnnur er Sága. Hon býr á Søkkvabekk, ok er þat mikill staðr. |  |

(”Den andra” hänför sig bara till den ordning i vilken Snorre räknar upp gudinnorna.)
Eftersom dikten nämner Saga och Oden som vore de äkta makar, har den gissningen ofta framförts att Saga bara är ett annat namn på Frigg. Oavsett vilket är det troligt att namnet Sökkvabäck, liksom Friggs Fensalir (”träskhus”, ”träskhallar”), anspelar på den förkristna fruktbarhetskult som av offerfynd att döma varit lokaliserad till våtmarker eller heliga sjöar. Man kan här jämföra med Tacitus skildring av hur gudinnan Nerthus dyrkades.
Namnet Sökkvabekkr betyder troligen ”den sjunkna (eller djupt liggande) bäcken”. Frågan har komplicerats av att ”bäck” på fornisländska heter lækr (modernt lækur), medan bekkr brukar betyda ”bänk” eller ”bank”. Men Sökkvabekkr är ett förisländskt namn som har funnits i Skandinavien innan Island bebyggdes.
I sin utgåva av Den ældre Edda, 1821, framförde mytologen Finnur Magnússon den tanken att gudaboningarna i Grímnismál skulle motsvara zodiakens djurkretstecken, en idé som senare vidareutvecklades av Sigurd Agrell. Sökkvabäck skulle då vara identisk med Fiskarnas stjärnbild.